# Manuel Esmoris
Manuel Esmoris (ur. 11 lipca 1907 w Montevideo) – urugwajski bokser.
Uczestniczył w Letnich Igrzyskach Olimpijskich, w 1924 roku,przegrał w drugiej rundzie w kategorii piórkowej z Marcelem Depontem z Francji. Był najmłodszym reprezentantem Urugwaju podczas Letnich Igrzysk Olimpijskich w 1924 roku, mając 17 lat i 5 dni.